# Dominic Barrow
Pour les articles homonymes, voir Barrow.

a Compétitions nationales et continentales officielles uniquement.

b Matchs officiels uniquement.
Dernière mise à jour le 28 février 2025.
Dominic Barrow, né le 19 mars 1993 à Sheffield (Angleterre), est un joueur anglais de rugby à XV évoluant au poste de deuxième ligne. Il mesure 2,03 mètres pour 122 kg.

## Biographie
Dominic Barrow a fait ses débuts professionnels en Challenge Cup avec l'équipe de Leeds Carnegie en 2010-2011. En juin 2013, il rejoint les Newcastle Falcons pour deux ans, avant de rejoindre les Leicester Tigers à partir de la saison 2015-2016.
Le 22 mars 2018, il est recruté par le Stade rochelais avec effet immédiat en tant que joker médical de Jone Qovu.
Barrow rejoint le club des Northampton Saints pour la saison 2018-2019.

## Palmarès
- Vainqueur du Championnat du monde junior en 2013 avec l'Angleterre.